# Ołeh Ptaczyk
Ołeh Iwanowycz Ptaczyk, ukr. Олег Іванович Птачик (ur. 14 listopada 1981 w Charkowie) – ukraiński piłkarz grający na pozycji pomocnika, a wcześniej obrońcy.

## Kariera piłkarska

### Kariera klubowa
Wychowanek UFK Charków, barwy którego bronił w juniorskich mistrzostwach Ukrainy (DJuFL). W 1999 rozpoczął karierę piłkarską w składzie trzeciej drużyny Metalista Charków. Na początku 2001 wyjechał do Białorusi, gdzie przez 3 lata bronił barw Dniapro-Transmaszu Mohylew. Na początku 2004 powrócił do Ukrainy, a w marcu został piłkarzem klubu Spartak-Horobyna Sumy. Zimą przeszedł do Nywy Winnica, a latem 2005 został zaproszony do Czornomorca Odessa. Latem 2006 opuścił odeski klub, a potem próbował swoich sił w Krywbasie Krzywy Róg, jednak przeszedł do Wołyni Łuck. Latem 2007 podpisał kontrakt z Naftowyk-Ukrnaftą Ochtyrka, a po zakończeniu sezonu przez otrzymaną kontuzję był zmuszony zakończyć karierę piłkarską.

## Sukcesy i odznaczenia

### Sukcesy klubowe
- brązowy medalista Mistrzostw Ukrainy: 2006